# Arrazua-Ubarrundia
Arratzua-Ubarrundia – gmina w Hiszpanii, w prowincji Araba, w Kraju Basków, o powierzchni 57,41 km². W 2011 roku gmina liczyła 983 mieszkańców.